# Barbablava (pel·lícula de 1972)
Barbablava (títol original en anglès: Bluebeard) és una pel·lícula estatunidenca dirigida per Edward Dmytryk i Luciano Sacripanti, estrenada el 1972. Ha estat doblada al català.

## Argument
Heroi de la primera guerra mundial i membre de la SA, el baró von Sepper dissimula les seves cicatrius sota la seva barba blava. La seva última jove esposa, entrant a una cambra freda que li ha prohibit el baró, descobreix els cadàvers de les seves antigues companyes. Abans de matar-la també, Barba Blava li explica els seus crims.

## Repartiment
- Richard Burton: Baron Von Stepper
- Joey Heatherton: Anne
- Raquel Welch: Magdalena
- Virna Lisi: Elga
- Nathalie Delon: Erika
- Marilù Tolo: Brigitte
- Karin Schubert: Greta
- Agostina Belli: Caroline
- Sybil Danning: una prostituta
- Edward Meeks: Sergio
- Jean Lefebvre: el pare de Greta
- Mathieu Carrière: el violonista